# Ayhan Elmastaşoğlu
Ayhan Elmastaşoğlu (* 23. August 1941 in Izmir) ist ein ehemaliger türkischer Fußballspieler. Durch seine langjährige Tätigkeit für Galatasaray Istanbul wird er stark mit diesem Verein assoziiert. Auf Fan- und Vereinsseiten wird er als einer der bedeutendsten Spieler der Klubgeschichte dargestellt. Er zählte in den 1960er Jahren zu den wichtigsten Spielern Galatasarays und war während dieser Zeit an vielen wichtigen Erfolgen seines Vereins beteiligt. Mit 222 Spielen befindet er sich in der Liste der Spieler mit den meisten Erstligaeinsätzen für Galatasaray auf dem 21. Platz. Bei seinem Abschied von Galatasaray war er mit 70 Ligatoren hinter Metin Oktay der Spieler mit den zweitmeisten Toren der Vereinsgeschichte und befindet sich aktuell in der Liste der Spieler mit den meisten Süper-Lig-Toren für Galatasaray an 7. Stelle. Zu Spielerzeiten war er auch unter seinem Spitznamen Yavru Ayhan (dt. Ayhan der Junge) bekannt. Er entstammt einer Fußballerfamilie, die im türkischen Fußball als Elmastaşoğlu Kardeşler (dt. Gebrüder Elmastaşoğlu) Bekanntheit erlangte.

## Spielerkarriere

### Verein

#### Kindheit und Jugend
Elmastaşoğlu kam 1941 in Alsancak, einem zentralgelegenen Stadtteil der westtürkischen Hafenstadt Izmir, auf die Welt. Hier begann er mit dem Fußballspielen auf dem zur Sevinç pastane gelegenen Schotterplatz der Gazi Grundschule. Hier spielte er u. a. mit seinen Brüdern Enver, Nail und Ayfer, die es alle zu einer Profikarriere bringen sollten, Straßenfußball. Später wurde er gemeinsam mit seinen Brüdern in die Nachwuchsabteilung von Altay Izmir aufgenommen.

#### Altay Izmir
Ab Frühjahr 1959 nahm Elmastaşoğlu mit der Profimannschaft Altays an der neugegründeten und landesweit ausgelegten Millî Lig (der heutigen Süper Lig) teil. Bis zu diesem Zeitpunkt hatte in der Türkei keine nationale Liga existiert, sondern nur regionale Ligen in den größeren Ballungszentren, von welchen İstanbul Profesyonel Ligi (dt.: Istanbuler Profiliga) die renommierteste gewesen war. In der ersten Spielzeit der Millî Lig wurde die Meisterschaft in zwei Runden ausgetragen. In der ersten Runde fand das Ligasystem in zwei separaten Gruppen stand. In der zweiten Runde entschieden die beiden Gruppenersten in einem Finale mit Hin- und Rückspiel die Meisterschaft unter sich. Elmastaşoğlu nahm mit seiner Mannschaft in der Gruppe Weiß am Wettbewerb teil. Hier belegte er mit Altay den dritten Tabellenplatz und verpasste die Möglichkeit erster türkischer Fußballmeister zu werden. Elmastaşoğlu etablierte sich in dieser ersten Saison auf Anhieb als Stammspieler. Er gab in der Partie vom 22. März 1959 gegen Beykozspor sein Profidebüt und erzielte in dieser Begegnung auch sein erstes Tor. In der Saison absolvierte Elmastaşoğlu 13 der möglichen 14 Ligaspiele. In der zweiten Saison dieser Liga absolvierte der damals Achtzehnjährige Elmastaşoğlu 33 Ligaspiele und erzielte elf Tore.

#### Transferhickhack zwischen Altay und Galatasaray
Durch diese Leistungen weckte er das Interesse mehrerer Istanbuler Vereine. Für Elmastaşoğlu interessierte sich recht früh der Traditionsverein Galatasaray Istanbul und setzte sich auch früh mit dem Spieler in Verbindung. Dabei kümmerten sich um die Verpflichtung Elmastaşoğlus die beiden Galatasaray-Trainer Gündüz Kılıç und Coşkun Özarı vor Ort höchstpersönlich und versuchten Altay dazu zu bewegen, Elmastaşoğlus laufenden Vertrag aufzulösen. Zuvor einigten sie sich mit Elmastaşoğlu für einen Wechsel. Nachdem Altay sich zögernd den Transferverhandlungen näherte, unterschrieb Galatasaray mit Elmastaşoğlu einen Amateurspielervertrag. Nach diesen Entwicklungen verwies Altay auf einen noch gültigen Vertrag mit Elmastaşoğlu, legte beim türkischen Fußballverband Beschwerde ein und drohte damit mit der Angelegenheit bis zur FIFA gehen zu wollen. Ungeachtet dieser Entwicklungen nahm Elmastaşoğlu mit Galatasaray an einem vorsaisonlichen Turnier teil und gab in der Partie vom 28. Juni 1960 gegen Gençlerbirliği Ankara sein Vereinsdebüt. Anschließend spielte er für seinen neuen Verein im Cemal-Gürsel-Pokal. Mitte Juli meldete sich der türkische Fußballverband bzgl. des Wechsels von Elmastaşoğlu und Cenap Doruk bei Galatasaray und forderte eine Stellungnahme. Wenig später leitete der nationale Verband wegen der zwielichtigen Transferabwicklung gegen Galatasaray eine Untersuchung ein. Altay erklärte, dass Galatasaray Elmastaşoğlu 20.000 Türkische Lira für den Wechsel gezahlt habe und deswegen der abgeschlossene Amateurspielervertrag keine Gültigkeit habe. Dies hatte zur Folge, dass der Verband den betroffenen Spielern bis zur Klärung des Sachverhalts keine Lizenz für ihre neuen Vereine aushändigte. Nach dieser Entwicklung beantragte Altay, der noch einen laufenden Vertrag mit Elmastaşoğlu hatte, für den Spieler eine Lizenz und erhielt diese auch. Elmastaşoğlu, der wieder nach Izmir zurückgekehrt war, absolvierte einen Tag später auch für Altay im Ligaspiel gegen Altınordu Izmir einen Spieleinsatz. Durch diesen Einsatz war es nach damaligem Reglement nicht mehr möglich, Elmastaşoğlu in der laufenden Saison für einen anderen Verein einzusetzen. Dennoch holte Galatasaray Elmastaşoğlu nach Istanbul und versuchte, ihn in einem Spiel gegen den Erzrivalen Fenerbahçe Istanbul einzusetzen. Währenddessen schloss das Untersuchungsgremium des Verbandes Ende September seine Untersuchungen ab und verhängte gegen Elmastaşoğlu eine Spielsperre von sechs Monaten. Nach einer Widerrufung wurde zwei Monate später seine Strafe wieder aufgehoben, aber sein Wechsel zu Galatasaray noch nicht anerkannt. Galatasaray verhandelte im Dezember 1960 erneut mit Altay und erzielte diesmal eine Einigung. Nachdem auch der Verband nach langem Zögern den Wechsel erlaubt hatte, unterschrieb Elmastaşoğlu Anfang Januar 1961 mit Galatasaray einen Profivertrag.

#### Galatasaray Istanbul
So spielte Elmastaşoğlu ab der Rückrunde der Saison 1960/61 regulär für Galatasaray Istanbul. Bei diesem Verein kam Elmastaşoğlu trotz der Vielzahl von hochwertigen und gestandenen Offensivspielern wie Metin Oktay, Suat Mamat, Uğur Köken, Ahmet Berman, Recep Adanır und Nuri Asan zu vielen Einsätzen und wurde vom Cheftrainer Gündüz Kılıç behutsam aufgebaut. Bis zum Saisonende absolvierte er 13 der möglichen 20 Ligaspiele. Über die gesamte Saison lieferte sich seine Mannschaft mit dem Erzrivalen Fenerbahçe Istanbul ein Kopf-an-Kopf-Rennen um die türkische Meisterschaft und beendete die Saison mit einem Punkt Rückstand als Vizemeister. In der nächsten Spielzeit verlor Elmastaşoğlu aufgrund anhaltender Formschwäche phasenweise seinen Stammplatz und absolvierte über die gesamte Saison 18 Ligaspiele. Zudem zog er sich im November einen Bandscheibenvorfall zu, musste deswegen behandelt werden und fiel bis zum Januar 1962 aus. Er erreichte in dieser Saison mit seinem Verein die türkische Meisterschaft und gewann damit seinen ersten Titel auf Vereinsebene. Auch in der Saison 1962/63 gelang dem Klub die türkische Meisterschaft und damit die Titelverteidigung. Da im Sommer 1962 mit Metin Oktay ein abgewanderter Stürmer zurückkehrte und der Verein sich zusätzlich mit den Offensivspieler Tarık Kutver und Kadri Aytaç verstärkt hatte und Elmastaşoğlu öfters verletzungsbedingt pausieren musste, blieb ihm ein durchgängiger Stammplatz verwehrt. Zudem begann Elmastaşoğlu während dieser Saison sein Militärdienst und stand deswegen die nächsten Spielzeiten seiner Mannschaft nur mit Sondergenehmigung zur Verfügung. Seine Mannschaft gewann in dieser Saison auch den frisch eingeführten Türkischen Fußballpokal und wurde damit sowohl erster türkischer Pokalsieger als auch erster türkischer Double-Sieger. Zudem schaffte es Elmastaşoğlus Team im Europapokal der Landesmeister der Saison 1962/63 bis ins Viertelfinale zu kommen und erreichte so die bis dato beste Platzierung einer türkischen Mannschaft in diesem Wettbewerb im Speziellen und in allen europäischen Vereinswettbewerben im Allgemeinen. Aufgrund seines Militärdienste fiel Elmastaşoğlu auch nahezu die gesamte Spielzeit 1963/64 aus. Im April 1964 erließ der damalige türkische Generalstabschef Cevdet Sunay eine Regeländerung, wonach fortan Profifußballspieler auch während ihres Militärdienstes für ihre Vereine spielen durften. Nach dieser Regeländerung absolvierte Elmastaşoğlu drei der verbliebenen fünf Ligaspiele. Sein Verein verpasste in der Liga die Titelverteidigung, holte aber zum zweiten Mal den Türkischen Fußballpokal. Elmastaşoğlu beabsichtigte im Anschluss seines im Februar 1965 endenden Militärdienstes wieder in seine Heimatstadt Izmir zurückzukehren und da sich zu vermählen. Das führte dazu, dass sein alter Klub Altay versuchte ihn für die kommende Saison zu verpflichten und deswegen sich mit Galatasaray in Verbindung setzen. Galatasaray erklärte daraufhin, dass Elmastaşoğlus ausgelaufener Vertrag sich automatisch um die Zeit verlängern wird, in der Elmastaşoğlu durch seinen Militärdienst verhindert, nicht eingesetzt werden konnte. So entschied sich Elmastaşoğlu seine Karriere bei Galatasaray fortzusetzen. Aufgrund der anstehenden Spiele der Militärnationalmannschaft, erhielt Elmastaşoğlu nahezu über die gesamte Hinrunde der Saison 1964/65 keine Freilassung. Erst zum Ende seines Militärdienstes zum März 1965 kehrte er zum Mannschaftskader zurück. Er beantragte bei Galatasaray erneut seine Freilassung, blieb aber nach einer Absage notgedrungen bei diesem Verein. So spielte er nach zehnmonatiger Abstinenz in der Partie vom 20. Spieltag gegen İstanbulspor wieder für Galatasaray und etablierte sich auf Anhieb als Leistungsträger. So wurde er bereits einen Monat nach seinem Comeback türkische A-Nationalspieler. Sein Verein blieb erneut in der Meisterschaft hinter den Erwartungen, gewann aber das dritte Mal in Folge den Türkischen Fußballpokal. Mit der Saison 1965/66 konnte Elmastaşoğlu ungehindert für seinen Verein spielen und war fünf Jahre lang unumstrittener Stammspieler. In den Spielzeiten 1965/66 und 1966/67 verpasste die Mannschaft erneut die Meisterschaft, gewann aber in der erstgenannten Spielzeit zum vierten Mal in Folge den Türkischen Fußballpokal. Nach vier titellosen Spielzeiten in der türkischen Meisterschaft wurde im Sommer 1967 der langjährige Trainer Gündüz Kılıç durch Bülent Eken abgelöst. Auch unter diesem neuen Trainer behielt Elmastaşoğlu seinen Stammplatz. Nachdem auch mit diesem Trainer die erhoffte türkische Meisterschaft ausblieb, wurde im Sommer 1968 Tomislav Kaloperović als Cheftrainer eingestellt. Unter diesem Trainer gelang die Meisterschaft, wodurch Elmastaşoğlu zum dritten Mal diesen Titel gewinnen konnte. Zu diesem Erfolg steuerte Elmastaşoğlu sieben Tore in 28 Spielen bei und galt als großer Vorlagengeber vom Goalgetter Metin Oktay. Nachdem dieser im Sommer seine Karriere beendete und nicht mehr als Mannschaftskapitän fungieren konnte, wurde Uğur Köken als dessen Nachfolger auserkoren. Köken selber brachte Elmastaşoğlu als neuer Kapitän ins Gespräch. In der neuen Saison erlebte die Mannschaft eine sehr unruhige Spielzeit, in der der Trainer und einige Spieler mehrere Kontroversen hatte. So wurden mehrere Spieler zeitweise aus dem Mannschaftskader suspendiert, unter anderem auch Elmastaşoğlu. Dadurch erübrigte sich auch die Möglichkeit, dass Elmastaşoğlu Köken als Mannschaftskapitän ablösen könnte. Nach diesen Entwicklungen erklärte Kaloperović, er werde, im Falle einer weiteren Zusammenarbeit mit Galatasaray über die laufende Saison hinaus, den Verkauf von Elmastaşoğlu und dessen Mitspielern Talat Özkarslı, Mehmet Oğuz, Ergün Acuner fordern. Elmastaşoğlus Mannschaft beendete die Saison titelos und erreichte als einziger Lichtblick im Europapokal der Landesmeister 1969/70 das Viertelfinale.
Elmastaşoğlu wurde auch über das Saisonende hinweg in den Mannschaftsplanungen wenig berücksichtigt, obwohl der Verein mit Brian Birch ein neuer Cheftrainer eingestellte. Ausschlaggebend an diesem Zustand war auch, dass Elmastaşoğlu phasenweise eine Spielsperre absitzen musste. Er gehörte unter Birch bis zum Sommer 1973 zum Mannschaftskader, spielte aber innerhalb der keine große Rolle mehr und kam als Ergänzungsträger nur zu sporadischen Einsätzen. Er wurde mit seinem Verein in den Spielzeiten 1970/71, 1971/72 und 1972/73 drei weitere Male türkische Meister.wobei er in der letztgenannten Saison zu keinem Spieleinsatz kam.

#### Sakaryaspor
Im Sommer 1973 verließ Elmastaşoğlu nach zwölf Jahren Galatasaray und wechselte zum damaligen Zweitligisten Sakaryaspor. Bei diesem Verein spielte er nachweislich noch ein Jahr lang Fußball.

### Nationalmannschaft
Elmastaşoğlu startete seine Nationalmannschaftskarriere während seiner Zeit bei Altay Izmir mit einem Einsatz für die türkische Amateurnationalmannschaft. Im Rahmen der Mittelmeerspiele 1959 war er in das Turnieraufgebot dieser Auswahl nominiert worden und gab hier in der ersten Begegnung gegen die libanesische Amateurnationalmannschaft sein Länderspieldebüt. Mit seiner Mannschaft beendete Elmastaşoğlu hinter der Italienischen Elf als Zweiter und wurde so Silbermedaillengewinner.
Nachdem Elmastaşoğlu nach der Teilnahme an den Mittelmeerspielen vier Jahre lang nicht mehr die türkische Nationalmannschaft berücksichtigt worden war, wurde er am 9. Oktober 1963 in das Aufgebot der türkischen U-21-Nationalmannschaft berufen. Für die U-21 gab er dann im Testspiel gegen die Rumänisch U-21-Auswahl sein Debüt. Elmastaşoğlu gelang auch der Siegtreffer seiner Mannschaft zum 1:0-Endstand. Nachdem er im darauffolgenden Jahr zwei weitere Spiele für die U-21 absolviert hatte und in diesen Partien drei Tore erzielt hatte, wurde er im April 1965 das erste Mal in den Kader der türkischen Nationalmannschaft berufen. Im Rahmen eines WM1966-Qualifikationsspiels gegen die Portugiesische Nationalmannschaft wurde er vom damaligen Nationaltrainer Sandro Puppo nominiert und gab in dieser Partie sein Debüt. In den nächsten fünf Jahren zählte er zu den ständig nominierte Nationalspielern. Am 16. Oktober 1966 bestritt die türkische Nationalmannschaft im 40.000 Zuschauer fassenden und ausverkauften Olympiastadion Luschniki gegen die Nationalmannschaft der UdSSR eine Freundschaftsbegegnung. Hier spielte Elmastaşoğlu über die volle Länge, erzielte das 2:0 seiner Mannschaft und wurde von der Fachpresse durch seine Leistung beim 2:0-Sieg seiner Mannschaft gefeiert.
1965 nahm er mit der Türkei am ECO-Cup teil und belegte den Zweiten Platz. Zwei Jahre später holte man diesen Cup. Während des Turniers von 1967 gelang im auch bei einer Begegnung gegen die Pakistanische Nationalmannschaft ein erstes Länderspieltor.
Sein letztes Länderspiel machte er am 16. November 1969 während eines WM1974-Qualifikationsspiels gegen die Nationalmannschaft der UdSSR.

## Erfolge

### Als Spieler
Mit Galatasaray Istanbul
- Türkischer Meister: 1961/62, 1962/63, 1968/69, 1970/71, 1971/72, 1972/73
- Türkischer Pokalsieger: 1962/63, 1963/64, 1964/65, 1965/66, 1972/73
- Präsidenten-Pokalsieger: 1965/1966, 1968/69, 1971/72
- Pokal des Türkischen Sportjournalisten-Vereins: 1963/64, 1966/67, 1967/68, 1970/71
- Viertelfinalist im Europapokal der Landesmeister: 1962/63, 1969/70

Türkische Nationalmannschaft
- ECO-Cup-Sieger: 1967
- Zweiter beim ECO-Cup: 1965